# V-Jump
 (Vジャンプ) je šonen manga magazin koji mesečno objavljuje japanska izdavačka kuća Shueisha. Prvi broj je objavljen 21. maja 1993. godine. Manga serije u okviru časopisa su namenjene mlađim muškim čitaocima i one se uglavnom sastoje od scena sa puno akcije.

## Lista mangi koje se serijalizuju u magazinu
| Naziv                                                  | Autor(i)                       | Početak       |
| ------------------------------------------------------ | ------------------------------ | ------------- |
|                                                        | Masaši Kišimoto, Mikio Ikemoto | август 2023.  |
| (ドラゴンボール超)                                     | Akira Torijama, Tojotaro       | јун 2015.     |
| (ドラゴンクエスト ダイの大冒険 勇者アバンと獄炎の魔王) | Riku Sandžo, Jusaku Šibata     | октобар 2020. |
| (メタファー: リファンタジオ)                           | Atlus, Joiči Amano                  | јануар 2025.  |
| (遊☆戯☆王OCGストーリーズ)                                 | Šin Jošida, Naoto Mijoši       | април 2022.   |
| (遊☆戯☆王OCGストラクチャーズ)                             | Masaši Sato                    | јун 2019.     |

## Spoljašnje veze
- Zvanični vebsajt (језик: јапански)